# Весёлая Роща (Павлодарская область)
Весёлая Роща (каз. Веселая Роща) — село в Железинском районе Павлодарской области Казахстана. Расположено в 192 км к северо-западу от областного центра — Павлодара и в 80 км к северо-востоку от районного центра — Железинки. Административный центр Веселорощинского сельского округа. Код КАТО — 554241100.

## История
Село было основано в 1916 году крестьянами-переселенцами на урочище Итбол. Название связано с близлежащей красивой берёзовой рощей, показавшейся переселенцам «весёлой».
Село было центральной усадьбой бывшего мясомолочного совхоза «Весёлая Роща», созданного в 1962 году на базе земель совхозов «Михайловский», имени XIX партсъезда и «Советский Казахстан».

## Население
В 1985 году в селе жили 1168 человек. В 1999 году население села составляло 988 человек (483 мужчины и 505 женщин). По данным переписи 2009 года, в селе проживало 837 человек (415 мужчин и 422 женщины).